# Mischocyttarus mirificus
Mischocyttarus mirificus är en getingart som beskrevs av Zikan 1935. Mischocyttarus mirificus ingår i släktet Mischocyttarus och familjen getingar. Inga underarter finns listade i Catalogue of Life.